# Stephanostegia
Stephanostegia é um género botânico pertencente à família Apocynaceae.